# Crisis política en Nuevo León
La crisis política de Nuevo León desde 2022 es un conflicto originado por tensiones políticas partidistas, que derivó en la dificultad de establecer un gobernador interino en el estado mexicano de Nuevo León después de la solicitud de licencia de Samuel García para separarse del cargo y poder contender en las elecciones federales de México de 2024.
El 2 de diciembre de 2023, Luis Enrique Orozco intentó tomar la administración como gobernador interino al mismo tiempo que Samuel García suspendió su licencia; el 4 de diciembre Orozco renunció y el Congreso autorizó el regreso de García.

## Antecedentes
Las elecciones estatales de Nuevo León de 2021 se llevaron a cabo el domingo 6 de junio de 2021, en ellas se renovaron los titulares de los cargos de Gobernador de Nuevo León, 42 Diputados Estatales y 51 alcaldes. 
El gobernador electo fue del partido Movimiento Ciudadano, pero no obtuvieron mayoría simple en la Cámara Local. Los partidos opositores PRI y PAN, si lograron mayoría en el Congreso y en los ayuntamientos locales.

## Cronología

### Tensiones iniciales
Desde 2022 ya existían tensiones políticas en la entidad, entre los poderes Ejecutivos y los poderes Legislativo y Judicial. Esto debido a controversias constitucionales presentadas por el Ejecutivo, el proceso de designación de fiscal y las negativas del Legislativo para aprobar cambios a presupuestos estatales. La crisis del agua solo tensó más la situación. 
A principios de 2023 la Comisión Anticorrupción inició un juicio político contra el gobernador debido a que no entregó el presupuesto, posteriormente un juez otorgó una suspensión definitiva a favor del ejecutivo.  A mediados de ese año García presentó al Congreso una solicitud de destitución del Fiscal, Pedro Arce, que le fue negada.

### Controversias y crisis constitucional
A continuación se muestra una datación de los hechos desde el inicio de la planeación de la licencia por parte de Samuel García en octubre de 2023, hasta diciembre de 2023.
En octubre de 2023 el gobernador Samuel García solicitó licencia de su cargo por seis meses, efectiva a partir del 2 de diciembre de 2023, para competir en las elecciones presidenciales de 2024 y pidió que su vacancia fuera cubierta por Javier Navarro Velasco, secretario de Gobierno. El Congreso del Estado de Nuevo León aceptó la licencia de García, pero designó a Arturo Salinas Garza, entonces presidente del Tribunal Superior de Justicia, como gobernador interino del estado a partir de que la licencia de García entrase en vigor. Samuel García impugnó la designación de su suplente y acusó que el nombramiento de Salinas Garza era «ilegal» y una «imposición del Congreso».
El 13 de noviembre el ministro de la Suprema Corte de Justicia de la Nación Javier Laynez Potisek anuló provisionalmente los nombramientos de Javier Navarro Velasco y de Arturo Salinas Garza, y pidió al Congreso de Nuevo León designar a un nuevo gobernador interino.
El 20 de noviembre Samuel García decidió tomar licencia de su cargo, amparándose en que la ley lo faculta a dejar la gubernatura hasta por treinta días sin necesidad de aprobación del Congreso. Su ausencia fue cubierta por Navarro Velasco en calidad de encargado de despacho durante una semana, hasta el retorno de García a la gubernatura el 28 de noviembre.
El 29 de noviembre de 2023 la LXXVI Legislatura del Congreso del Estado de Nuevo León designó al vicefiscal Luis Enrique Orozco como gobernador interino del estado con el apoyo de 25 de los 42 diputados estatales. Una votación marcada por la entrada violenta de ciudadanos al congreso y la toma de la tribuna por personal de la fiscalía. El mandato de Orozco corresponde al periodo de licencia del gobernador Samuel García, del 2 de diciembre de 2023 al 2 de junio de 2024. Su nombramiento fue rechazado por el gobernador Samuel García, quien se refirió a Orozco como «gobernador interino espurio».
El 1 de diciembre, jueces otorgaron amparos que permitirían a Javier Navarro ser nuevamente el encargado de despacho,[cita requerida] sin embargo, horas más tarde la Suprema Corte de Justicia de la Nación ratificó a Enrique Orozco como gobernador interino en tanto resuelve en definitiva la controversia constitucional.
El 2 de diciembre asumió como gobernador interino Luis Enrique Orozco, y minutos más tarde Javier Navarro Velasco le notificaría el regreso de Samuel García, creando así una disputa en el cargo,  debido a que los diputados no le habían revocado la licencia; ese mismo día, el Congreso aseguró que la licencia sigue vigente.  García anunció que se bajaba de la contienda presidencial. Más tarde, la bancada de Movimiento Ciudadano contradijo al Congreso y aseguró que no se necesita sesionar para que el gobernador con licencia asuma sus funciones, a pesar de que la reunión legislativa se programó para el lunes 4 de diciembre.
El 3 de diciembre ambos gobernadores en disputa realizaron actividades, García arrancó obras de movilidad en Escobedo y Orozco visitó a los alcaldes de Agualeguas y Parás. La Suprema Corte reiteró mediante un comunicado las facultades del congreso.
Hasta el 4 de diciembre el estado se encontraba en un limbo legal, estando en espera de una sesión legislativa, resolución del Tribunal o una nueva sentencia de la Suprema Corte de Justicia de la Nación. Ese día, García aseguró ser el gobernador constitucional de la entidad y que no usurpaba funciones públicas ni cometía Desacato.  Posteriormente, el presidente del congreso Mauro Guerra Villarreal convocó al gobernador interino Orozco y al titular del poder judicial Arturo Salinas Garza a una reunión; fue entonces que el gobernador interino Luis Enrique Orozco presentó su renuncia con el objetivo de quitar las trabas para que Samuel García regresara de manera formal al poder.

### Tensiones continuas
Aún en 2023, el 15 de diciembre Daniel Carrillo Martínez, (en representación de alcaldes opositores de la entidad), denunciaron al gobernador y funcionarios de la tesorería ante la Fiscalía Anticorrupción, por la falta de la entrega recursos. Por su parte, el gobernador anunció que alista una denuncia penal contra diputados locales por usurpación de funciones.
En febrero de 2024 Samuel García se dirigió a la Suprema Corte en la Ciudad de México, para ver los asuntos contra el juicio político que promovió el PRI y el PAN en el Congreso. En abril, en medio de las campañas electorales, se intensificaron las disputas legislativas.       Samuel García demostró su apoyo a varias reformas propuestas 
en ese mismo mes por el presidente Andrés Manuel López Obrador.
El 21 de mayo de 2024 la Suprema Corte validó que continúe el proceso de juicio político por parte de una comisión del congreso local en contra de García, sin que este se separe del cargo.  El día 22, una investigación periodística aseguró que el mandatario estatal compró un terreno para cambiar su residencia al municipio de San Pedro Garza García; a esta controversia se suma la tragedia ocurrida ese día en un mitin de su partido, en dicho municipio.
Durante 2024 el empresario Gilberto Lozano promovió una consulta popular para buscar la independencia del estado de la federación, dicha consulta fue considerada por el Consejo Estatal Electoral.
En las elecciones locales de 2024 el partido Movimiento Ciudadano perdió fuerza política ante el PRI y el PAN. Por otro lado, después de que el Tribunal Electoral del Poder Judicial de la Federación solicitará emitir una sanción en contra del gobernador por haber beneficiado a Jorge Álvarez Máynez en la elección presidencial, la Mesa Directiva de la Cámara de Diputados comenzó con un proceso de sanción y/o destitución. Hasta finales de 2024 el proceso de destitución no avanzó debido a que no hay mayorías legislativas que lo permitan, esta misma situación ha repetido la controversia continua acerca del tema presupuestal del año fiscal.
A principios de 2025, en atención a una sentencia del Tribunal Electoral Estatal por uso indebido de recursos públicos para la candidatura de Mariana Rodríguez Cantú para la elección al ayuntamiento de Monterrey en 2024, la Comisión Anticorrupción del Congreso de Nuevo León en febrero declaró como válido y procedente el inicio del juicio político en contra del gobernador Samuel García. La presidenta Claudia Sheinbaum rechazó el proceso y destacó que se trata de un tema político.
En julio de 2025, durante el proceso de ratificación de las elecciones judiciales federales y locales, el Tribunal Electoral del Poder Judicial de la Federación propuso anular la elección en un distrito y ordenar un proceso extraordinario. Aparte de esa situación, instó al instituto electoral a investigar una posible injerencia de parte del coordinador estatal de Movimiento Ciudadano.
Problemáticas serias afectan a los municipios frente a los requerimientos por ser sede de la Copa Mundial de Fútbol de 2026, como el riesgo de que se desate una crisis energética.
Se prevé que las tensiones sigan por las futuras elecciones en 2027 puesto que se elegirán múltiples cargos. Los cargos son de gobernador, diputados federales y locales, poder judicial nacional y estatal, así como la composición de ayuntamientos.

## Reacciones ante la crisis

### 2023

#### A nivel municipal
- El alcalde emecista de Monterrey, Luis Donaldo Colosio Riojas, consideró pedir a la Cámara Alta la desaparición de poderes en la entidad.[73]

- El alcalde panista de San Nicolás de los Garza, Daniel Carrillo Martínez, advirtió la posibilidad de la desaparición de poderes en la entidad.[74]

- El exalcalde priista de Monterrey, Adrián de la Garza, advirtió que de llegar a la Fiscalía del estado iniciaría una investigación por usurpación.[75]

#### A nivel federal
- El senador panista Víctor Fuentes Solís contempló plantear a la Cámara de Senadores la desaparición de poderes en la entidad.[76]

- El 30 de noviembre del 2023 el presidente de la República, Andrés Manuel López Obrador, expresó que si ambas partes se lo piden, él puede mediar o intervenir en la crisis.[77] El 4 de diciembre de ese mismo año, reconoció a García como gobernador constitucional.[78]

### 2025

#### A nivel entidad federativa
- El exgobernador de la entidad, Fernando Canales Clariond, reconoció la existencia de una crisis política y realizó declaraciones en contra de la polarización política haciendo un llamado al consenso.[79]